# José María Arribas
José María Arribas Andrés (Burgos, 1956) es un médico y político español afiliado al PP. Ocupó el cargo de subdelegado del Gobierno de España en la provincia de Burgos. Está casado y tiene dos hijas.

## Biografía
José María Arribas Andrés nació en Burgos en el año 1956. Estudió Medicina y Cirugía por la Universidad de Valladolid en Valladolid, Especialista en Medicina de Familia y Comunitaria. Además es Diplomado en Dirección y Gestión de Recursos Humanos en Instituciones Sanitarias y en Dirección y Gestión de Centros Socio-sanitarios por la Escuela Nacional de Sanidad- Instituto de Salud Carlos III. Es oficial del Cuerpo de Sanidad de la Armada y funcionario de Carrera del Cuerpo Facultativo Superior Escala Sanitaria (Médicos Titulares). Ocupó los cargos de responsable de Sanidad de la Base de Submarinos de la Armada, situada en Cartagena. También ha desarrollado tareas de responsabilidad en materia de Sanidad en el Centro de Instrucción y Adiestramiento del Ministerio de Defensa en la Región de Murcia. Ha sido gerente Territorial de Servicios Sociales de la Junta de Castilla y León en Burgos. Entre los años 2003 y 2007 fue director general de Salud Pública y Consumo de la Junta de Castilla y León. También ha sido secretario provincial del PP en Burgos y presidente de la Comisión Provincial de Sanidad.
Como miembro de la Comisión de Salud Pública del Consejo Interterritorial del Sistema Nacional de Salud, tiene la Orden Civil de Sanidad con la categoría de Gran Cruz (junio de 2003).
Desde 2010 es Jefe del Servicio Territorial de Sanidad y Bienestar Social en Burgos, cargo que no ejerce ya que se encuentra en comisión de servicios especiales. 
Desde 2012 es subdelegado del Gobierno en la provincia de Burgos relevando a Berta Tricio.
| Predecesor: Berta Tricio | Subdelegado del Gobierno en Burgos 2012-2018 | Sucesor: Pedro de la Fuente |